# Čovjek koga treba ubiti (1979.)
Čovjek koga treba ubiti : Legenda o caru Šćepanu Malom, hrvatski i crnogorski igrani film iz 1979. godine. Film prati povijesnu priču o Šćepanu Malom s fantazijskom pozadinom.
To je drugi dugometražni film o Šćepanu Malom.

### Radnja
Film počinje scenama s pokopa cara Šćepana Maloga. Sotonin agent baca trozub u Šćepanovo mrtvo tijelo. 
Radnja se zatim vraća par godina unazad, točnije 1762. kada je poslije mirne večeri slušanja opere ubijen ruski car Petar III, u uroti organiziranoj od strane njegove žene carice Katarine. 
Petar je pod svoju zaštitu i pokroviteljstvo stavio Crnu Goru, koja je bila konstantno pod turskim i mletačkim napadima, zbog čega je car bio veoma omiljen u toj zemlji. 
Sile pakla se nakon ubojstva osjećaju ugroženima da božje sile ne dobiju previše utjecaja na Zemlji. Stoga Sotona šalje svoga agenta Farfu, koji veoma sliči caru Petru III. u Crnu Goru pod aliasom Šćepan (što je crnogorsko ime), kako bi tamo zadobio moć, pa onda opet uspio zavladati Rusijom. 
U Crnoj Gori Šćepan uspijeva dobiti povjerenje naroda, koji stvarno misle da je on Petar III., ali dobije velikoga neprijatelja u Crkvi i vladiki, koji vladaju državom. 
Međutim, Šćepan počinje sve više postajati smrtnik, te pokazivati emocije prema mladoj seljanki i crnogorskome narodu. Ubrzo Šćepan je proglašen za cara Crne Gore. Nakon nekoga vremena Sotona uspostavlja balans moći, pa je stoga Farfina misija gotova, ali ovaj ne želi napuštati svoj novi život, pa mu Sotona oduzima moći. Zatim, šalje dvije svoje agentice,od kojih je jedna Farfina žena iz Pakla, da ubiju Šćepana, što i uspijevaju preko osvetoljubivoga oca Šćepanove ljubavnice...